# David Mott
David Mott (* 7. Januar 1945 in Downers Grove, Illinois) ist ein aus den Vereinigten Staaten stammender, in Kanada lebender Musiker (Baritonsaxophon, Flöte) und Komponist im Bereich des Jazz und der zeitgenössischen Musik sowie Hochschullehrer.

## Leben und Wirken
Mott lernte zunächst Klarinette und entwickelte als Jugendlicher Interesse am Dixieland-Jazz. Von 1962 bis 1964 studierte er Komposition und Bildende Kunst am Hope College.  Dann erwarb er den Bachelor of Music am Berklee College of Music und den Master an der Yale School of Music, wo er sich für Zwölftonmusik zu interessieren begann. Von 1974 bis 1978 unterrichtete er in Yale Komposition, seit 1978 an der York University. Daneben war er Artist in Residence beim Atlantic Jazz Festival, an der Eastman School of Music, am Hope College, dem Open Waters Festival, der University of Illinois, der University of Massachusetts, der University of Southern California und der Yale University.
In Solokonzerten trat er in Kanada, den Vereinigten Staaten und in Europa auf und arbeitete mit Musikern wie Ray Anderson, Jane Ira Bloom, Robert Dick, Mark Dresser, Jerry Granelli, Stevie Wonder, François Houle, David Moss, Gil Evans, Gerry Hemingway, Wadada Leo Smith, Anthony Davis, Victor Bateman, Pat LaBarbera, Marilyn Lerner und Michael Vladkovich. Mott ist Gründungsmitglied des Ensembles Sound Pressure; er arbeitet mit dem Saxophonquartett 40 Fingers und dem Jazzensemble Chelsea Bridge. Gegenwärtig spielt er auch mit dem Akkordeonisten Joseph Petric im Duo Erosonic. Er nahm auch James Tenneys Saxony (1984) auf.
Seine kompositorisches Werk umfasst 125 Stücke; David Mott gründete an der York University das York Jazz Orchestra.

## Auszeichnungen
1994 wurde er (gemeinsam mit dem Pianisten David Lopato) für das Album The Standard Line für den Juno Award nominiert. 1995 ernannte ihn The Jazz Report Magazine zum Besten Jazz-Baritonsaxophonisten. 1996 gewann er als Leiter des Neufeld Occhipinti Jazz Orchestra (NOJO) den Juno Award.

## Diskographische Hinweise
- Christina Petrowska Quilico: Eclipse – Music of David Mott
- Erosonic: Mystery Theatre (Victo, 2003) mit Joseph Petric
- Dragonhorn (2011)
- Anagrams (Art Stew Records, 2014) mit Jesse Stewart